# Ismael Urzaíz
Ismael Urzaíz Aranda (Tudela, 7 oktober 1971) is een voormalig Spaans profvoetballer. Hij is vooral bekend als aanvaller van Athletic de Bilbao. In het seizoen 2007-2008 stond hij onder contract bij AFC Ajax. Hij kwam bij die club echter nauwelijks aan spelen toe en zijn contract werd dan ook niet verlengd.

## Clubcarrière
Urzaíz begon als profvoetballer in 1989 bij Real Madrid Castilla, het tweede elftal van Real Madrid. Hij debuteerde in het eerste elftal in 1990 in het Europa Cup-duel tegen Odense BK. Urzaíz wist echter geen vaste plaats bij de hoofdmacht te krijgen en huurperiodes bij Albacete Balompié (1991-1992) en Celta de Vigo (1992-1993) volgden. De aanvaller verliet Real Madrid definitief in 1993. De drie seizoenen die volgden speelde Urzaíz steeds voor een andere club.
In 1993/1994 ging hij naar Rayo Vallecano, maar daar scoorde hij slechts één keer in twintig wedstrijden. Een seizoen later hielp Urzaíz UD Salamanca aan promotie naar de Primera División door twee keer te scoren in de beslissende wedstrijd tegen zijn oude club Albacete (5-0). Weer een seizoen later (1995/1996) ging de aanvaller spelen voor RCD Espanyol. Daar maakte Urzaíz zijn beste seizoen tot dan toe mee. Hij scoorde dertien keer, waardoor Espanyol vierde eindigde in de competitie. Met deze prestatie verdiende hij een transfer naar Athletic Bilbao.
Bij de Baskische club groeide Urzaíz uit tot een zeer gewaardeerde speler en samen met Joseba Etxeberría vormde hij jarenlang een doeltreffend aanvalsduo. In 1999 behaalde hij met zijn club de tweede plaats in de competitie achter kampioen FC Barcelona, wat betekende dat Athletic zich plaatste voor de UEFA Champions League. Het bleef in het seizoen 1999/2000 bij zes groepswedstrijden en één doelpunt voor Urzaíz in het grootste Europese toernooi.
In 2007 besloot hij de stoppen als profvoetballer. Desondanks heeft AFC Ajax hem over weten te halen om nog een jaar te spelen. In Amsterdam vervulde hij de rol van pinchhitter achter Klaas-Jan Huntelaar.

### Statistieken
| seizoen    | club                 | land      | competitie         | wed. | goals |
| ---------- | -------------------- | --------- | ------------------ | ---- | ----- |
| 1989/90    | Real Madrid Castilla | Spanje    | Tercera División   | 10   | 5     |
| 1990/91    | Real Madrid          | Spanje    | Primera División   | 0    | 0     |
| 1991/92    | Albacete Balompié    | Spanje    | Primera División   | 11   | 1     |
| 1992/93    | Celta de Vigo        | Spanje    | Primera División   | 6    | 1     |
| 1992/93    | Real Madrid Castilla | Spanje    | Segunda División B | 26   | 7     |
| 1993/94    | Rayo Vallecano       | Spanje    | Segunda División A | 20   | 1     |
| 1994/95    | UD Salamanca         | Spanje    | Segunda División A | 21   | 3     |
| 1995/96    | RCD Espanyol         | Spanje    | Primera División   | 41   | 13    |
| 1996/97    | Athletic de Bilbao   | Spanje    | Primera División   | 38   | 16    |
| 1997/98    | Athletic de Bilbao   | Spanje    | Primera División   | 32   | 8     |
| 1998/99    | Athletic de Bilbao   | Spanje    | Primera División   | 36   | 16    |
| 1999/00    | Athletic de Bilbao   | Spanje    | Primera División   | 33   | 5     |
| 2000/01    | Athletic de Bilbao   | Spanje    | Primera División   | 34   | 10    |
| 2001/02    | Athletic de Bilbao   | Spanje    | Primera División   | 36   | 16    |
| 2002/03    | Athletic de Bilbao   | Spanje    | Primera División   | 31   | 14    |
| 2003/04    | Athletic de Bilbao   | Spanje    | Primera División   | 37   | 8     |
| 2004/05    | Athletic de Bilbao   | Spanje    | Primera División   | 31   | 12    |
| 2005/06    | Athletic de Bilbao   | Spanje    | Primera División   | 26   | 3     |
| 2006/07    | Athletic de Bilbao   | Spanje    | Primera División   | 33   | 8     |
| 2007/08    | AFC Ajax             | Nederland | Eredivisie         | 3    | 0     |
| Bijgewerkt | 1-09-2007            |           |                    |      |       |

## Interlandcarrière
Urzaíz was tevens international. Hij werd Europees kampioen in 1988 met Spanje Onder-16 en verder speelde Urzaíz 25 interlands voor het Spaans nationaal elftal, waarin de aanvaller acht keer doel trof. Zijn debuut was op 9 oktober 1996 tegen Tsjechië. Hij behoorde tot de Spaanse selectie voor het EK 2000. Urzaíz scoorde zes keer in de drie wedstrijden waarin hij meespeelde tijdens de kwalificatie voor dit toernooi.
Zijn overige twee interlanddoelpunten maakt de aanvaller in een oefenwedstrijd tegen Polen. Op 28 februari 2001 speelde Urzaíz tegen Engeland zijn laatste interland. Urzaíz speelde ook zeven keer voor de Baskische selectie. Zijn enige twee doelpunten voor deze ploeg maakte hij in 2000 tijdens de wedstrijd tegen Marokko (3-2 winst).

## Erelijst
Ajax
- Johan Cruijff Schaal

2007
 Spanje
- Europees kampioenschap voetbal onder 16

1988